# Alex Mack
Pour les articles homonymes, voir Mack.
(en) Statistiques sur pro-football-reference
Javon Alexander Mack, dit Alex Mack, né le 19 novembre 1985 à Los Angeles, est un ancien joueur américain de football américain.
Ce centre a auparavant joué pour les Browns de Cleveland (2009-2015), pour les Falcons d'Atlanta de 2016 à 2020 ainsi que pour les 49ers de San Francisco en 2021.

## Biographie
Il annonce sa retraite le 3 juin 2022, après avoir passé 13 saisons dans la NFL.